# Die Wahrheit über den Fall Harry Quebert (Fernsehserie)
Die Wahrheit über den Fall Harry Quebert (Originaltitel: The Truth About the Harry Quebert Affair) ist eine US-amerikanische Thriller-Miniserie, die 10 Folgen von je 45 Minuten enthält. In der Verfilmung des gleichnamigen Romans von Joël Dicker spielt Patrick Dempsey einen Erfolgsautor, der des Mordes an einem 15-jährigen Mädchen verdächtigt wird. Regie führte Jean-Jacques Annaud. In Deutschland ist die vom US-amerikanischen Fernsehsender Epix bestellte Serie seit dem 1. April 2019 auf der Streamingseite TVNOW online verfügbar.

## Handlung
Maine 1975. Der 34-jährige Bestsellerautor Harry Quebert lernt die 15-jährige Nola Kellergan kennen und beginnt mit ihr eine Affäre. Die beiden planen, für eine gemeinsame Zukunft wegzugehen, doch bevor es dazu kommt, verschwindet Nola spurlos. Es scheint, dass sie Opfer eines Verbrechens geworden ist, doch die Umstände werden nie aufgeklärt.
Gut 30 Jahre später leidet der gefeierte Jungautor Marcus Goldman an einer Schreibblockade. Er bittet seinen ehemaligen Mentor Quebert um Hilfe und reist von New York nach Maine. Zurück in New York, sieht er in den Nachrichten, dass auf Queberts Grundstück die Leiche einer jungen Frau gefunden wurde, bei der es sich um Nola Kellergan handelt. Als Quebert unter Mordverdacht verhaftet wird, reist Goldman nach Maine, um gemeinsam mit Anwalt Benjamin Roth und dem Polizei-Sergeant Perry Gahalowood nach dem wahren Schuldigen zu suchen.

## Hintergrund

### Entstehung
Bereits 2014 war eine Verfilmung für das Kino geplant. Warner Bros. hatte die Rechte an dem Roman von Joël Dicker erworben. Ron Howard sollte Regie führen, Brian Grazer sollte mit seiner Firma Imagine Entertainment produzieren. Auch Steven Spielberg und Luc Besson wurden als Regisseure gehandelt. Als Darsteller in der Rolle des Marcus Goldman waren zwischenzeitlich, als sich schon die Verfilmung als Serie abzeichnete, Ryan Gosling und Bradley Cooper im Gespräch, auch Autor Dicker hatte die beiden als Wunschkandidaten im Kopf. Als aus deren Engagement nichts wurde und mit Patrick Dempsey ein namhafter Darsteller für die Titelrolle verpflichtet werden konnte, wurde das Projekt eher auf die Figur des Harry Quebert als auf Marcus Goldman zugeschnitten.

### Dreharbeiten
Der Zehnteiler, der Annauds Seriendebüt darstellt, wurde vom 15. August 2017 bis zum 11. Dezember 2017 an verschiedenen Orten im kanadischen Québec gedreht.

### Veröffentlichung
Die Serie wurde in Auszügen am 6. April 2018 auf dem Festival Canneseries in Cannes gezeigt, anwesend waren die Darsteller Patrick Dempsey, Ben Schnetzer und Kristine Froseth sowie der Regisseur Jean-Jacques Annaud. Ihre Weltpremiere feierte sie am 4. September 2018 im britischen Fernsehen bei Sky Witness. In Frankreich wurde sie im November 2018 auf TF1 gezeigt und erzielte bei ihrer Premiere mit 5,6 Millionen Zuschauern einen Marktanteil von 22,7 %.

## Besetzung und Synchronisation
Die Synchronisation erfolgte durch Scalamedia nach einem Dialogbuch von Änne Troester und unter der Dialogregie von Cay-Michael Wolf.
| Rolle              | Schauspieler      | Synchronsprecher   |
| ------------------ | ----------------- | ------------------ |
| Harry Quebert      | Patrick Dempsey   | Boris Tessmann     |
| Marcus Goldman     | Ben Schnetzer     | Patrick Roche      |
| Perry Gahalowood   | Damon Wayans, Jr. | Bastian Sierich    |
| Nola Kellergan     | Kristine Frøseth  | Derya Flechtner    |
| Gareth Platt       | Kurt Fuller       | Bodo Wolf          |
| Jenny Quinn        | Victoria Clark    | Katrin Zimmermann  |
| Benjamin Roth      | Wayne Knight      | Hans Hohlbein      |
| David Kellergan    | Matt Frewer       | Viktor Neumann     |
| Luther Caleb       | Joshua Close      | Gerrit Hamann      |
| Travis Dawn (jung) | Connor Price      | Patrick Keller     |
| Travis Dawn        | Craig Eldridge    | Stefan Gossler     |
| Jenny Quinn (jung) | Tessa Mossey      | Mia Diekow         |
| Tamara Quinn       | Virginia Madsen   | Susanne von Medvey |
| Bobbo Quinn        | Don Harvey        | Matthias Klie      |

## Episoden
| Nr. | Deutscher Titel     | Originaltitel             | Erstausstrahlung UK | Deutschsprachige Erstveröffentlichung (D) | Regie               | Drehbuch                              |
| --- | ------------------- | ------------------------- | ------------------- | ----------------------------------------- | ------------------- | ------------------------------------- |
| 1   | Unter der Erde      | How Does Your Garden Grow | 4. Sep. 2018        | 1. Apr. 2019                              | Jean-Jacques Annaud | Lyn Greene, Richard Levine            |
| 2   | Boxkampf            | The Boxing Match          | 11. Sep. 2018       | 1. Apr. 2019                              | Jean-Jacques Annaud | Lyn Greene, Richard Levine, Hanna Weg |
| 3   | Der 4. Juli         | The Fourth of July        | 18. Sep. 2018       | 1. Apr. 2019                              | Jean-Jacques Annaud | Lyn Greene, Richard Levine            |
| 4   | Familiengeheimnisse | Family Matters            | 25. Sep. 2018       | 1. Apr. 2019                              | Jean-Jacques Annaud | Lyn Greene, Richard Levine            |
| 5   | Spiegelbilder       | Mirror, Mirror            | 2. Okt. 2018        | 1. Apr. 2019                              | Jean-Jacques Annaud | Lyn Greene, Richard Levine            |
| 6   | Engel oder Teufel?  | No Angel                  | 9. Okt. 2018        | 1. Apr. 2019                              | Jean-Jacques Annaud | Lyn Greene, Richard Levine            |
| 7   | Gebrandmarkt        | Persona Non Grata         | 16. Okt. 2018       | 1. Apr. 2019                              | Jean-Jacques Annaud | Michael Horowitz                      |
| 8   | Perfekte Täuschung  | Got It All Wrong          | 23. Okt. 2018       | 1. Apr. 2019                              | Jean-Jacques Annaud | Lisa Melamed                          |
| 9   | Brandstifter        | Firebug                   | 30. Okt. 2018       | 1. Apr. 2019                              | Jean-Jacques Annaud | Lyn Greene, Richard Levine            |
| 10  | Die Täter           | The End                   | 6. Nov. 2018        | 1. Apr. 2019                              | Jean-Jacques Annaud | Lyn Greene, Richard Levine            |

## Rezeption
Elmar Krekeler kritisiert in der Welt das fehlende Tempo in der Inszenierung und meint, dass Regisseur Annaud „vielleicht in der falschen Gewissheit, dass er nicht wie sonst im Kino bloß zwei, sondern gut zehn Stunden Erzählzeit zur Verfügung hat […] die Sprünge durch die Chronologie […] im Gegensatz zu Dicker gewissermaßen in Zeitlupe“ unternehme. Die Dialoge seien „von einer erheblichen Geistesschlichtheit“ und „auch filmästhetisch [sei] Annauds Serienerstling vom ästhetischen Wagemut eines Bremer „Tatort“ von Mitte der Neunziger.“